# Shurandy Sambo
Shurandy Ruggerio Sambo (Geldrop, 19 agosto 2001) è un calciatore olandese, difensore dello Sparta Rotterdam, in prestito dal Burnley.

## Carriera

### Club
Cresciuto nel settore giovanile del PSV, esordisce in prima squadra il 16 maggio 2021, in occasione dell'incontro di Eredivisie pareggiato per 1-1 contro l'Utrecht.
Il 4 agosto 2022 viene ceduto in prestito per una stagione allo Sparta Rotterdam.

### Nazionale
Ha rappresentato le nazionali giovanili olandesi.
Il 17 giugno del 2023, viene convocato dal selezionatore Erwin van de Looi nella rosa della nazionale Under-21 olandese partecipante agli Europei di categoria, organizzati in Romania e Georgia, al posto dell'infortunato Sepp van den Berg.

## Statistiche

### Presenze e reti nei club
Statistiche aggiornate al 25 aprile 2024.
| Stagione        | Squadra          | Campionato      | Campionato | Campionato | Coppe nazionali | Coppe nazionali | Coppe nazionali | Coppe continentali | Coppe continentali | Coppe continentali | Altre coppe | Altre coppe | Altre coppe | Totale | Totale |
| Stagione        | Squadra          | Comp            | Pres       | Reti       | Comp            | Pres            | Reti            | Comp               | Pres               | Reti               | Comp        | Pres        | Reti        | Pres   | Reti   |
| --------------- | ---------------- | --------------- | ---------- | ---------- | --------------- | --------------- | --------------- | ------------------ | ------------------ | ------------------ | ----------- | ----------- | ----------- | ------ | ------ |
| 2019-2020       | Jong PSV         | 1D              | 8          | 0          | -               | -               | -               | -                  | -                  | -                  | -           | -           | -           | 8      | 0      |
| 2020-2021       | Jong PSV         | 1D              | 35         | 6          | -               | -               | -               | -                  | -                  | -                  | -           | -           | -           | 35     | 6      |
| 2021-2022       | Jong PSV         | 1D              | 1          | 0          | -               | -               | -               | -                  | -                  | -                  |             | -           | -           | 1      | 0      |
| 2020-2021       | PSV              | ED              | 1          | 0          | CO              | 0               | 0               | UEL                | 0                  | 0                  | -           | -           | -           | 1      | 0      |
| 2021-2022       | PSV              | ED              | 0          | 0          | CO              | 0               | 0               | UCL+UEL            | 0                  | 0                  | SO          | 0           | 0           | 0      | 0      |
| 2022-2023       | Sparta Rotterdam | ED              | 34         | 2          | CO              | 2               | 0               | -                  | -                  | -                  | -           | -           | -           | 36     | 2      |
| 2023-2024       | PSV              | ED              | 9          | 0          | CO              | 0               | 0               | UEL                | 3                  | 0                  | -           | -           | -           | 12     | 0      |
| Totale carriera | Totale carriera  | Totale carriera | 88         | 8          |                 | 2               | 0               |                    | 3                  | 0                  |             | 0           | 0           | 93     | 8      |

## Palmarès

### Club

#### Competizioni nazionali
- Supercoppa dei Paesi Bassi: 1

PSV: 2023
- Campionato olandese: 1

PSV: 2023-2024